# Доможирова
Доможи́рова (рос. Доможирова) — присілок у складі Білозерського району Курганської області, Росія. Входить до складу Білозерської сільської ради.
Населення — 122 особи (2010, 217 у 2002).